# 쉐보레 카마로
쉐보레 카마로(Chevrolet Camaro)는 포드 머스탱에 대항하기 위해 제너럴 모터스의 쉐보레 자동차 사업부에서 생산하는 후륜구동 방식의 스포츠카로 1966년 9월 26일에 발표되었다. 앞 엔진 방식의 2-도어 쿠페형 스포츠카로 1967년에 발표된 폰티액 파이어버드와는 주요 부품과 플랫폼을 공유하고 있다.
2002년까지 생산되었던 카마로는 4세대를 거치면서 제작되어 왔고, 2006년 디트로이트 모터쇼에서 컨셉카로 선보인 바 있는 새로운 5세대 카마로는 2009년부터 생산되기 시작했다.

## 역사

### 기원
카마로는 젊은층을 대상으로 마케팅을 벌이기 위해 초기에는 "톱 40" (Top 40)에 라디오 광고를 시작했다. 카마로는 기술적으로 컴팩트 자동차로 분류되지만, 투어링카, 스포츠 자동차 또는 머슬카로도 분류되곤 한다.
카마로라는 이름은 아무 의미없이 지어진 이름이었지만, 소문에 의하면 제너럴 모터스의 연구진들이 카마로란 이름을 프랑스 속어로 '친구'라는 단어에서 차용했다는 의견도 있다. 몇몇 자동차 잡지에서는 카마로 제작의 프로젝트명을 "팬더" (Panther)라 부르기도 했다. 그러나 공식 발표 후 프로젝트명이 "XP-836"이었음이 밝혀졌다. 자동차 잡지 기자들이 쉐보레 제품담당 책임자들에게 카마로가 무슨 뜻이냐는 질문에 "머스탱을 잡아먹는 작고 사악한 동물"이라고 대답하기도 했다. 또한 "C"로 시작하는 카마로란 이름은 콜베어 (Corvair), 셰빌 (Chevelle), 셰비 II (Chevy II), 콜벳 (Corvette)처럼 쉐보레 모델들의 명명법에도 잘 어울리는 이름이었다.머스탱 을 상대 하기 위해 생산된 자동차지만 여전히 아메리칸 3대 머슬카(포드 머스탱,쉐보레 카마로,닷지 챌린저)중 2등이다,

## 1세대

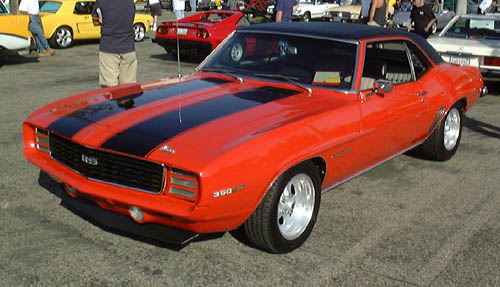
1세대 카마로

1세대 카마로는 1967년 발표되어 1969년까지 제작되었다. 제너럴 모터스의 F 플랫폼으로 제작되었고 2-도어, 4개 좌석의 쿠페로 후륜구동으로 구동된다. 직렬 6기통 엔진이나 V8 엔진을 선택할 수 있었다. 5세대 카마로는 1세대 카마로를 기준으로 외형이 디자인되었다.

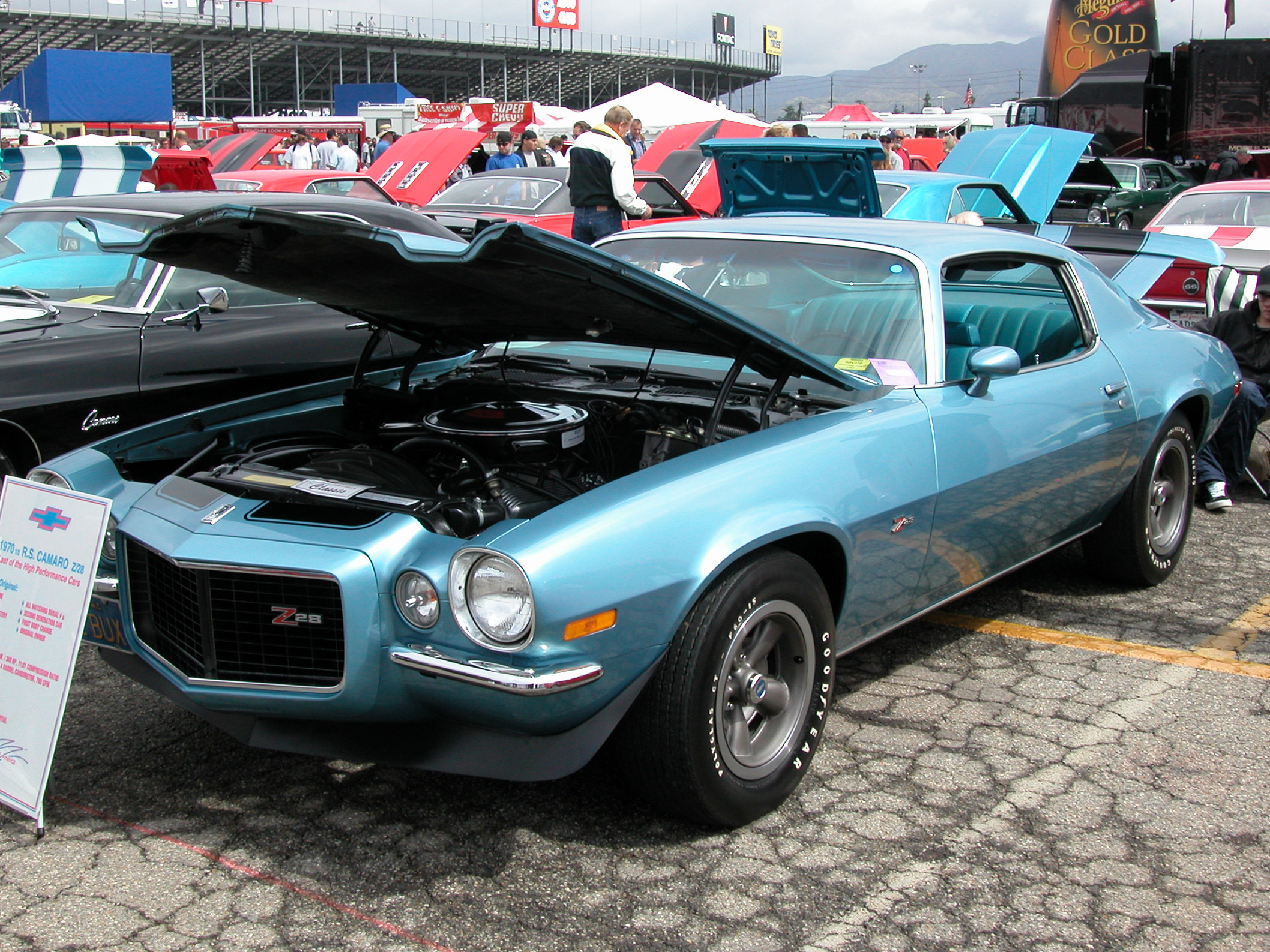
1970년형 카마로 Z28

## 2세대
1970년 시장에 모습을 드러낸 2세대 카마로는 12년동안 생산되었다. 1세대에 비해 약간 크고 넓어졌으며 새로운 스타일을 선보였다. 이러한 변화의 반대 급부로 차중은 1세대에 비해 무거워졌다. 2세대 역시 F 플랫폼을 사용했다.

## 3세대

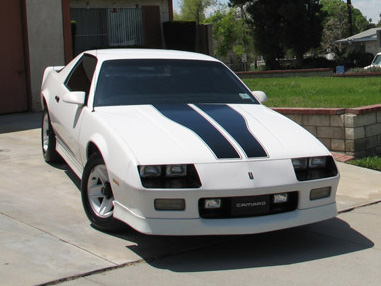
3세대 카마로

3세대 카마로는 1982년 발표되었다. 여전히 F 플랫폼을 사용했으며, 1987년에 "20주년 기념판" (20th Anniversary Commemorative Edition)과 1992년 "25주년 헤리티지판" (25th Anniversary Heritage Edition)을 생산하기도 했다. 3세대에서는 처음으로 연료분사기, 4단 자동변속기 또는 5단 수동변속기, 4기통 엔진, 16인치 휠, 해치백 차체, 그리고 후면창에 세 번째 브레이크등이 기본장착 되어 출고되었다. 3세대 카마로는 1992년에 단종되었다.
희귀한 옵션 중 하나는 1987과 L98로 수정 된 뷰익 GNX 트윈 터보 옵션이었다. 560 마력 600의 파운드/피트로 페라리 F40, 포르쉐 959, 및 벡터 W8 등과 유사한 엔진 출력을 낼 수 있었다. 하지만 이것은 정기적으로 생산된 옵션은 아니었다.

## 4세대

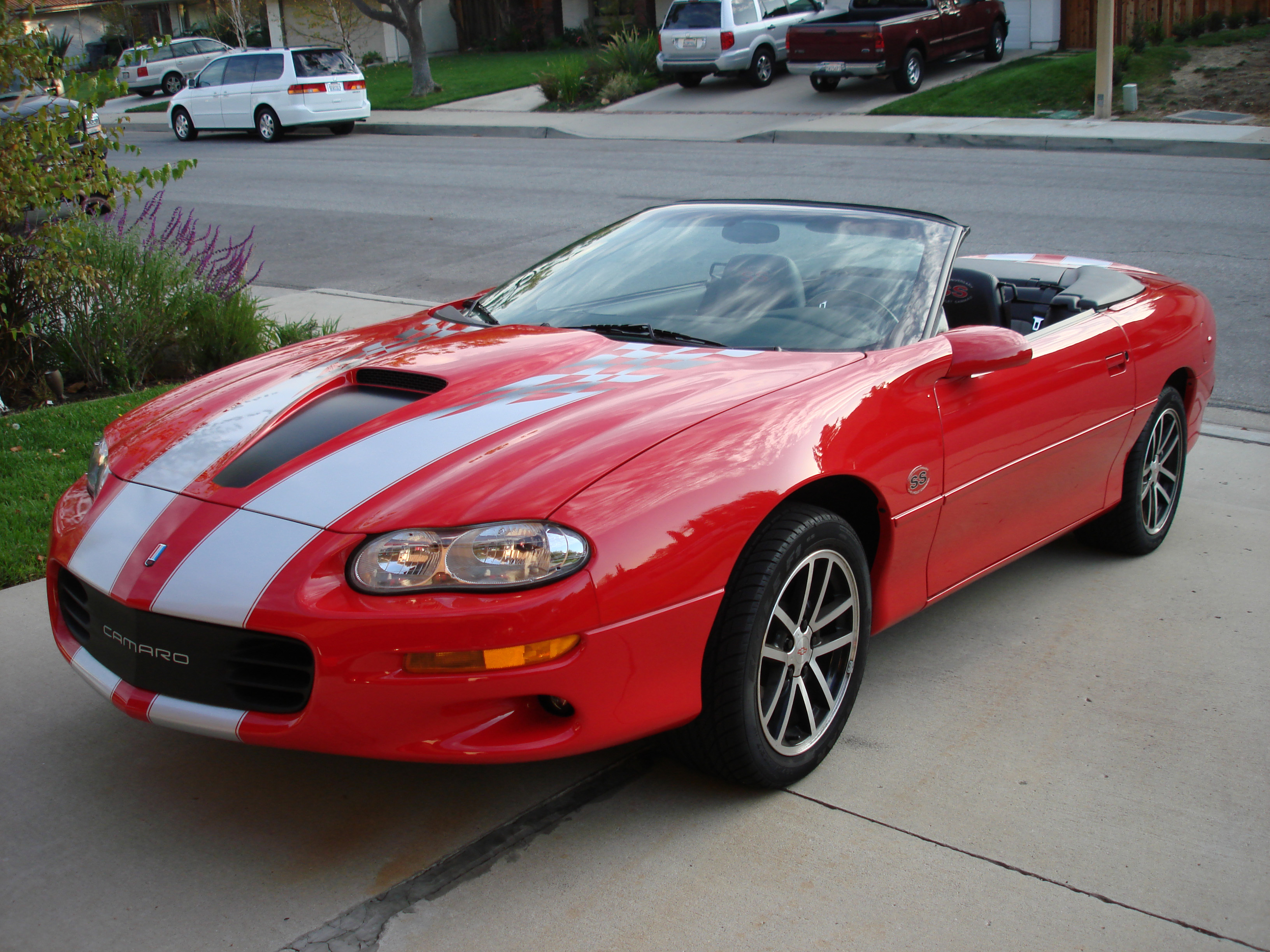
2002년형 카마로 SS

4세대 카마로는 1993년 발표되었다. F 플랫폼을 사용했고, 2-도어, 4개의 좌석, 쿠페형 차체, 후륜구동 굴림방식, V6 또는 V8 엔진 등 1세대 카마로의 특징들을 다시 재현했다. 4세대에 장착된 5.7리터 LT1 V8 엔진은 쉐보레 콜벳에서도 이미 도입되었던 엔진이었고, 6단 수동변속기가 장작되었다. 1998년 모델은 LT 엔진 대신에 5.7리터 LS 엔진을 장착하는 등 외형과 엔진에 변화가 있었다. 4세대 카마로는 2002년에 후속 없이 단종되었다.

## 5세대

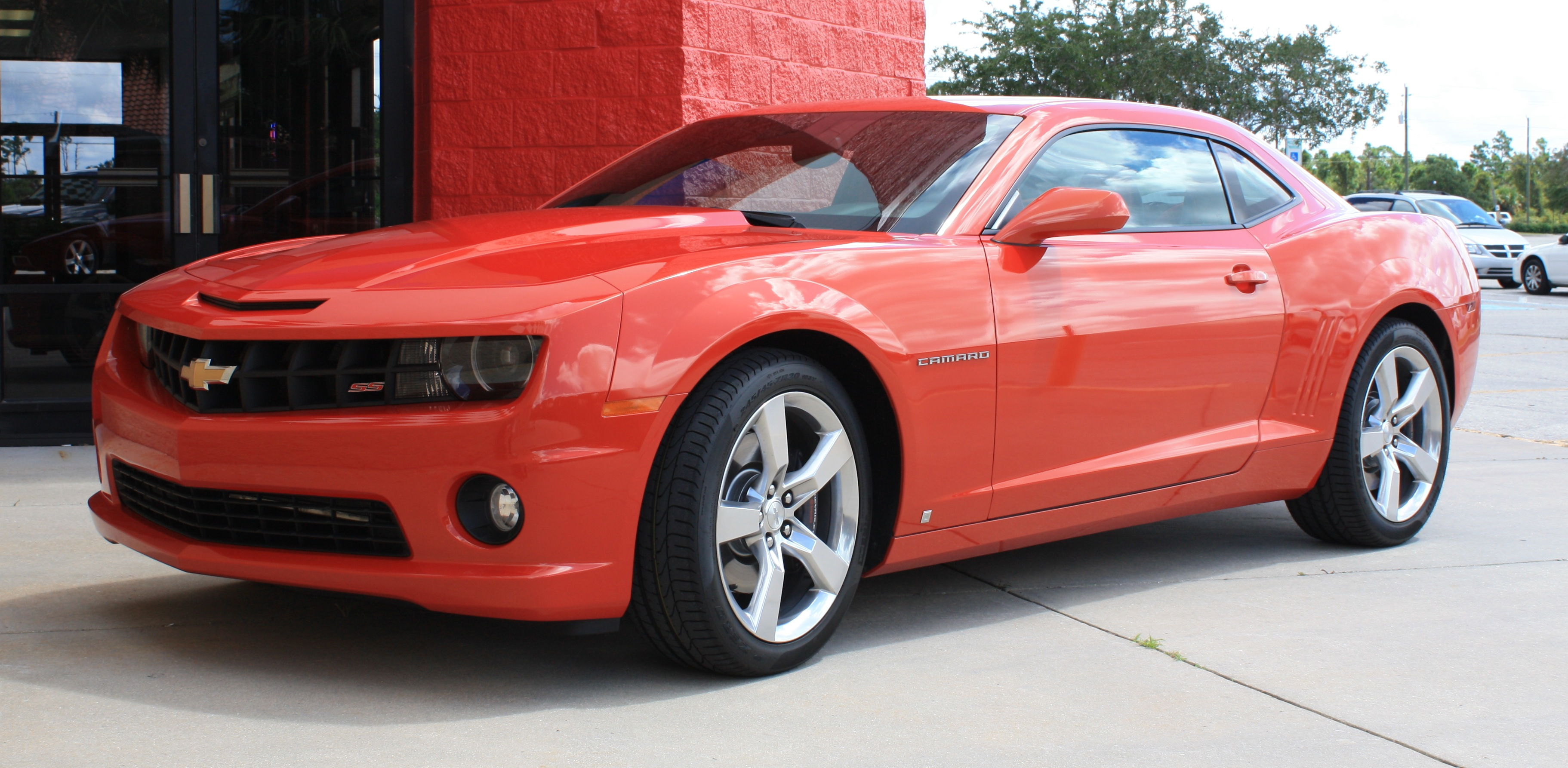
5세대 카마로

후륜구동 제타 플랫폼을 기반으로 하며, 캐나다 온타리오주 오사와 공장에서 부활하였다. 카마로 컨셉트 카와 컨버터블 컨셉트 카를 기반으로 한 카마로 5세대는 2006년 8월 10일 개발이 승인되어, 2009년 봄에 2010년형 모델이 판매되기 시작했다. 2010년 모델은 LS, LT 그리고 SS의 3가지 세부 모델로 공급되었다. 세 모델 모두 쿠페로 LS와 LT 모델은 304마력(227kW)의 3.6리터 V6 가솔린 직접분사(SIDI) 엔진을 장착했고,(이후 312마력으로 조금 업그레이드된다.) 6단 수동 또는 6단 자동변속기가 달려 있다. SS 모델은 426마력(318kW)의 6.2리터 LS3 V8 엔진에 6단 수동변속기가 장착되어 있다. V8 엔진에도 6단 자동변속기 장착 모델이 있지만 400마력으로 디튠되어 있다. 그러나 2008년에 GM대우 G2X를 단종시키기도 했다.
대한민국에서는 한국GM이 출범한 후 정식으로 들어왔으며, 캐나다 오샤와 공장 생산분을 수입하여 판매한다. 대한민국 내에서 경쟁할 차종으로는 현대 제네시스 쿠페와 포드 머스탱으로 이들과 마찬가지로 323마력 V6 3.6리터 가솔린 직접분사 엔진 및 자동변속기 장착 모델만 들여 왔다. 영화 트랜스포머, 트랜스포머: 패자의 역습, 트랜스포머 3에서 범블비 역으로 나왔기 때문에, 친숙한 편이다. 현재 현대차의 디자이너로 있는 한국인 이상엽을 비롯한 많은 디자이너들이 참여하였다. 그러나 생각 외로 파워가 약하고 가격경쟁력이 떨어져서 대한민국에서는 인기가 없었다.

## 6세대

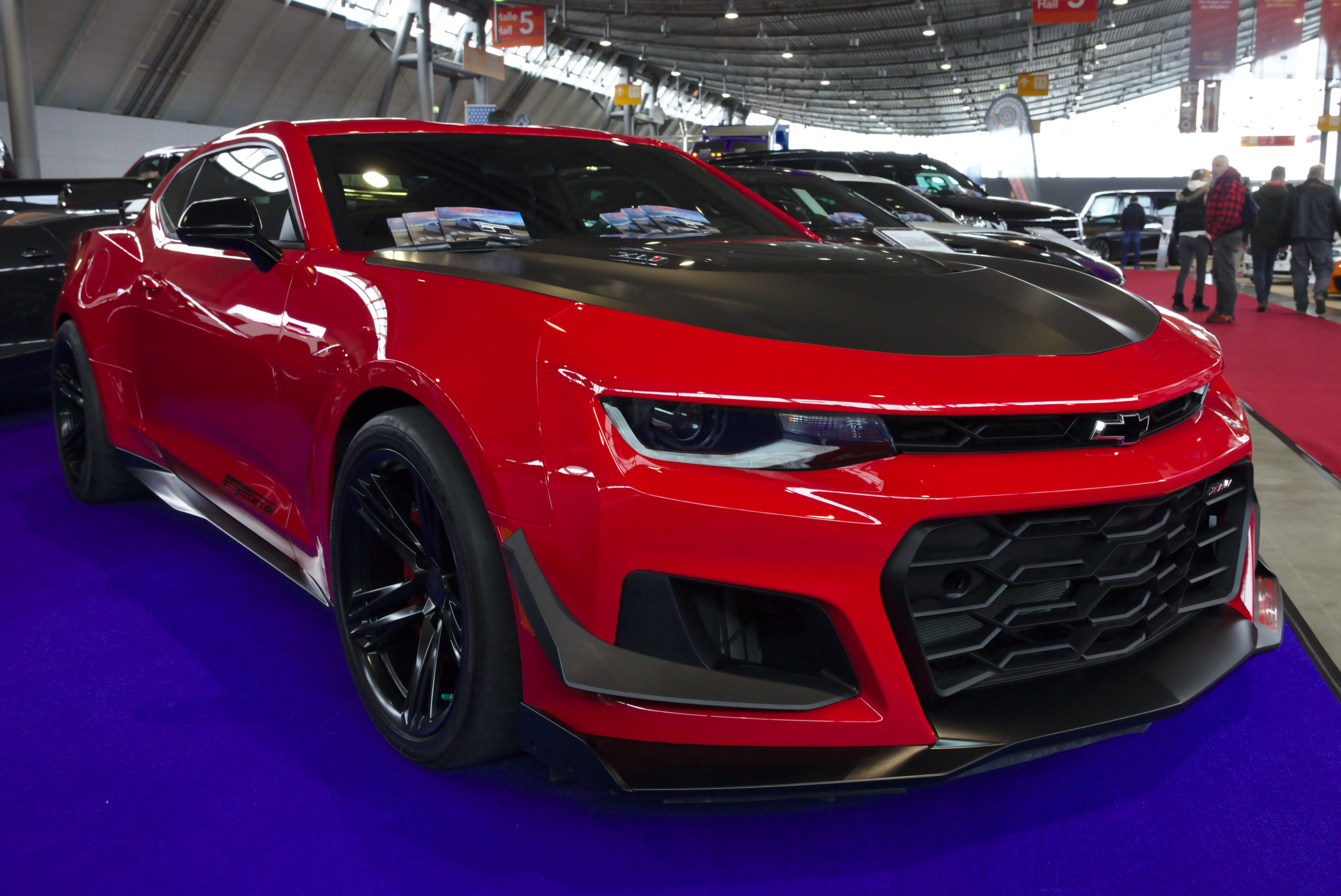
6세대 카마로

6세대 카마로는 2015년 5월 16일 미시간주 디트로이트 벨아일에서 공개되었고, 같은 해 출시되었다. LT(2.0 터보, 3.6 자연흡기),SS(6.2 자연흡기)의 트림으로 구성되었다. 알파 후륜구동 플랫폼은 캐딜락 ATS 및 캐딜락 CTS에도 사용된다. 또한 2016년형 카마로는 이전 모델보다 전체적으로 91kg 가벼우며 70% 이상의 설계 부품들은 다른 GM 차량들과 공유되지 않고 카마로 독자적으로 사용된다. 해당 차량은 3가지 버전의 엔진이 장착되는데, 275마력 4기통 2.0리터 트윈 스크롤 가솔린 터보 엔진, 신형 335마력 V6 3.6리터 자연흡기 엔진, 그리고 SS 모델에 장착되는 455마력 V8 6.2리터 엔진이다. 그 중 2.0리터 트윈 스크롤 가솔린 터보 엔진은 ATS, CTS, CT6, 말리부와 공용한다. 변속기로는 6단 수동변속기 혹은 8단 자동변속기가 장착된다. V6 모델과 V8 모델에는 가변 배기 시스템이 장착 되어 이를 통해 스텔스/트랙 모드에 따라 배기 음량의 크기를 조절 할 수 있는 기능이 추가되었다. 다만 대한민국에서는 국내 법규 관계상 배기음 조절 기능을 적용하지 않는다.
대한민국에는 5세대와 달리 453마력 V8 6.2리터 OHV 가솔린 직접분사 CVVT 엔진과 8단 자동변속기(8L90)가 달린 SS 모델이 들어온다. 6세대부터 국내에서도 판매가 늘었으며, 700대의 사전계약을 기록하였다. 2018년에 페이스리프트를 거쳤다.
2022년 5월 31일에 대한민국에는 단종되었다.
이 스포츠카도 3D운전교실에서 2019년에 출시된 스포츠카인데 포드 머스탱에 이어 2번째 스포츠카이다.

## 단종
6세대가 2024년 1월에 단종되며 후속 계획이 없다는 보도가 나왔다. 후속이 나오기는 하나 출시가 미루어졌다는 반박 보도나 전기자동차 주문생산품인 e-COPO모델이 등장하는 등 보도와 GM이 취하고 있는 행동의 차이가 너무 커서 어느것이 맞는 소식인지 알 수 없다. 최근에는 3세대 카마로에 신형 V8 엔진과 각종 프로토타입 퍼포먼스 키트를 장착한 테스트 뮬이 발견되는 등(6세대 출시 전에도 3세대 카마로를 테스트 뮬로 삼았음.) 단종과는 영 거리가 먼 소식들이 계속해서 올라오고 있다.

## 경쟁 차종
포드
- 포드 머스탱

닷지
- 닷지 챌린저

## 각종 미디어에서의 등장

### 비디오 게임에서의 등장
- 3D운전교실
- 아틀란 클라우드

### 영화에서의 등장
- 트랜스포머: 패자의 역습 - 범블비
- 트랜스포머 3 - 범블비

## 같이 보기
- 쉐보레 콜벳
- 쉐보레 스파크